# Bohmte
Bohmte est une municipalité allemande du land de Basse-Saxe et l'arrondissement d'Osnabrück.

## Localisation
Bohmte se trouve à quelques kilomètres au nord du Wiehengebirge, en bordure de la plaine de l'Allemagne du Nord. La rivière Hunte traverse la municipalité du sud-est au nord. Dans la ville sud-ouest de Herringhausen-Stirpe-Oelingen, Bohmte possède un port sur le Mittellandkanal. Le lac Dümmer commence à environ 300 mètres au nord de la limite municipale. Le DiVa Walk traverse Bohmte.

## Organisation de la communauté
Bohmte a trois quartiers: Bohmte, Herringhausen-Stirpe-Oelingen et Hunteburg.

## Communes limitrophes
| Neuenkirchen-Vörden | Damme (Dümmer) | Hüde Marl Stemshorn |
| Ostercappeln        | Bohmte         | Stemwede            |
|                     | Bad Essen      |                     |

## Climat
Climat maritime tempéré influencé par les vents humides du nord-ouest de la mer du Nord. En moyenne à long terme, la température de l'air à Bohmte atteint 8,5 à 9,0 ° C et environ 700 mm de précipitations tombent. Entre mai et août, on peut s'attendre à une moyenne de 20-25 jours d'été (terme climatologique pour les jours où la température maximale dépasse 25 °C).

## Rattachement
La commune actuelle de Bohmte a été créée le 1er juillet 1972 par la fusion des communes de Bohmte, Herringhausen, Meyerhöfen, Schwege, Stirpe-Oelingen et Welplage à l'occasion de la réforme du district en Basse-Saxe.

## Toponyme
Les anciens noms du lieu sont 1047 Bamwide, 1088 Bomwide, 1090 Bamwide, 1090 Bonwide, 1188 Bomwede, 1310 Bowede, Bomethe, 1402 Bomde, 1423 Boemwede, 1604 Bombwede, 1625 Boembte, 1651 Bombte, 1652 Baumte, 1772 Bomte, 1789 Bomwedde et 1823 Bohmte. Ce nom de lieu s'est développé de Bom-/Bamwide à Bohmte. En conséquence, Bohmte se traduit par "forêt d'arbres". "Wide, wede" est le bas allemand pour "forêt". Cependant, une forêt se compose naturellement d'arbres. L'arbre verdissant était appelé « tere » dans les temps très anciens, tandis que « bom » signifiait « arbre sec, poutre ». Probablement le "Bom-" dans ce nom de lieu peut être vu comme "Bauholz". Mais ce n'est pas sûr.

## Maires
- depuis 26. mai 2019 Tanja Strotmann (indépendant)
- 2003–2019 Klaus Goedejohann (CDU)
- 2001–2002 Rolf Flerlage (CDU)
- 1995–2001 Hubert Haskamp (CDU)
- 1972–1994 Manfred Hugo (CDU)

## Jumelages
Bolbec (Seine-Maritime, France) (depuis 1966)
Gützkow (Mecklembourg-Poméranie-occidentale, Allemagne)